# مایکل برایان (بازیکن فوتبال)
مایکل برایان (انگلیسی: Michael Bryan؛ زادهٔ ۲۱ فوریهٔ ۱۹۹۰) بازیکن فوتبال اهل بریتانیا است.
از باشگاه‌هایی که در آن بازی کرده‌است می‌توان به باشگاه فوتبال همپتون و ریچموند بورو، باشگاه فوتبال هندون، باشگاه فوتبال براکلی تاون، باشگاه فوتبال کوربی تاون، باشگاه فوتبال واتفورد، باشگاه فوتبال هارو بورو و باشگاه فوتبال برادفورد سیتی اشاره کرد.
وی همچنین در تیم‌های ملی فوتبال تیم ملی فوتبال زیر 19 سال ایرلند شمالی، زیر ۲۱ سال ایرلند شمالی، و ایرلند شمالی بازی کرده‌است.